# Бахтов Андрій Григорович
Андрій Григорович Бахтов  (9 травня 1975 — 10 серпня 2022) — український військовий. У 2014-15 роках заступник командира, та пізніше командир добровольчого батальйону патрульної служби міліції особливого призначення «Миротворець» ГУ МВС України в Київській області. У 2022 році командир 6-ї роти батальйону «Свобода» 4-ї бригади оперативного призначення НГУ імені Сергія Михальчука. Почесний громадянин міста Хмельницького (2022)

## Життєпис
Народився 9 травня 1975 року.
Здобув дві вищі освіти: за першим дипломом — викладач фізичної культури та спорту, з другим — практичний психолог. Був тренером із багатьох видів спорту.
Брав участь у миротворчих місіях під егідою ООН.
Служив у спецпідрозділі МВС «Беркут». У 2010 році, після перемоги на виборах Віктора Януковича, покинув «Беркут», вийшов на пенсію за вислугою років, повернувся до тренерства, зайнявся бізнесом.
Брав участь у «податковому майдані». Під час Революції Гідності, у 2014-му, входив до керівництва Самооборони Майдану у Хмельницькому.
Після анексії росіянами Криму Тихий разом із побратимами із миротворчих місій долучився до створення добровольчого батальйону «Миротворець», став заступником командира — Андрія Тетерука, а після обрання командира до Верховної Ради фактично очолив батальйон МВС «Миротворець».
Звільняв Слов'янськ, Попасну, Торецьк, Майорське, Нью-Йорк (кол. Новгородське). У серпні 2014 року з батальйоном опинився в Іловайську, кілька днів пішки добирався до своїх після розстрілу росіянами колони в «зеленому коридорі».
З 2016 року викладав в Академії внутрішніх справ, був старшим викладачем кафедри військової підготовки, та пізніше очолив кафедру.
Займався громадською діяльністю. Опікувався родинами загиблих побратимів із батальйону «Миротворець». Для збереження пам'яті про загиблих побратимів, проводив зустрічі з курсантами своєї академії на яких розповідав про феномен українських добровольців у 2014 році, долучався до проведення виставки «Блокпост Пам'яті» в рідному Хмельницькому. У лютому 2022 року, незадовго до російського вторгнення в Україну, увійшов до складу Експертної групи, що мала висувати пропозиції та напрацювання за усіма напрямами ветеранської політики.
24 лютого 2022 року разом із кількома своїми студентами записався в Києві до ТрО. У травні в складі батальйону «Свобода» 4-ї бригади оперативного призначення НГУ вирушив на схід. Захищав Рубіжне, Сєвєродонецьк та Лисичанськ. Пізніше підрозділ перекинули під Зайцеве.
Не зважаючи на те що свого часу дослужився до звання підполковника, на фронті воював у званні молодшого сержанта. Незадовго до загибелі на прохання бійців став командиром 6-ї роти.

## Загибель
10 серпня 2022 року провів свій останній бій коли противник намагався захопити українські позиції. Похований 7 вересня на Алеї Слави м. Хмельницька. Попрощатися з Андрієм Бахтовим приїхали побратими з миротворчої місії ООН, добровольчого батальйону «Миротворець», колеги з МВС та мешканці міста.
Лишилися дружина і троє дітей.

## Нагороди
За особистий внесок у зміцнення обороноздатності Української держави, мужність, самовідданість і високий професіоналізм, виявлені під час бойових дій та при виконанні службових обов'язків, відзначений:
- медаллю «За військову службу Україні»[9]

Рішенням позачергової дев'ятнадцятої сесії Хмельницької міської ради від 23 вересня 2022 року Андрію Бахтову присвоєно звання «Почесний громадянин міста Хмельницького» за видатні заслуги перед українським народом та Хмельницькою міською територіальною громадою.